# Così ridevano
Così ridevano is een Italiaanse dramafilm uit 1998 onder regie van Gianni Amelio. Hij won met deze film de Gouden Leeuw op het Filmfestival van Venetië.

## Verhaal
De ongeletterde, Zuid-Italiaanse arbeider Giovanni bezoekt zijn broer Pietro in Turijn. Hij volgt daar een lerarenopleiding. Giovanni gelooft dat zijn broer de enige hoop is voor het gezin om uit de armoede te raken. Daarom werkt hij hard om zijn broer te steunen. Als Pietro zijn persoonlijke ambities voorop gaat plaatsen, raakt Giovanni ontgoocheld.

## Rolverdeling
| Acteur              | Personage                     |
| ------------------- | ----------------------------- |
| Francesco Giuffrida | Pietro                        |
| Enrico Lo Verso     | Giovanni                      |
| Rosaria Danzè       | Lucia                         |
| Fabrizio Gifuni     | Pelaia                        |
| Claudio Contartese  | Rosario                       |
| Domenico Ragusa     | Simone                        |
| Simonetta Benozzo   | Ada                           |
| Pietro Paglietti    | Battista                      |
| Corrado Borsa       | Leraar op examen              |
| Barbara Braga       | Meisje in café                |
| Calogero Caruana    | Vriend van Giovanni           |
| Edoardo Ciciriello  | Onderwijsassistent uit Napels |
| Valerio Contartese  | Werkloze jongen uit Calabrië  |
| Iolanda Donnini     | Mevrouw Verusio               |
| Erika Doria         | Alessandra                    |